# 潘壯
潘壮（1491年—？年），字直卿，浙江绍兴府山陰縣人，明朝政治人物。

## 生平
治《易經》，行一，由府學生中式嘉靖元年（1522年）壬午科浙江鄉試第二十二名舉人，嘉靖二年（1523年）聯捷癸未科會試第二百十九名，第二甲第五十六名進士。三年正月选授南京河南道监察御史，六年九月因李福达案被下狱，十二月被革职閑住。

## 家族
曾祖潘玉，壽官。祖父潘鹏。父潘俊。母沈氏。重庆下。弟基、臺、望、垔、厓。